# ديريك هاريسون
ديريك هاريسون (بالإنجليزية: Derek Harrison)‏ (9 فبراير 1950 في المملكة المتحدة - ) هو لاعب كرة قدم بريطاني في مركز الدفاع. لعب مع كولتشستر يونايتد وليستر سيتي ونادي توركي يونايتد ونادي سالزبري سيتي وDawlish Town A.F.C. ‏.

## وصلات خارجية
- ديريك هاريسون على موقع قاعدة بيانات كرة القدم.إي يو (الإنجليزية)